# Molophilus warroo
Molophilus warroo là một loài ruồi trong họ Limoniidae. Chúng phân bố ở miền Australasia.